# Iced Earth (альбом)
Iced Earth (рус. «ледяная земля») — дебютный студийный альбом американской хэви-метал группы Iced Earth, выпущенный в ноябре 1990 года на лейбле Century Media Records. 25 февраля 1991 альбом был выпущен в США.

## Список композиций
| №  | Название               | Текст песни  | Музыка                        | Длительность |
| -- | ---------------------- | ------------ | ----------------------------- | ------------ |
| 1. | «Iced Earth»           | Jon Schaffer | Schaffer                      | 5:22         |
| 2. | «Written on the Walls» | Gene Adam    | Adam, Randall, Schaffer, Dave | 6:06         |
| 3. | «Colors»               | Schaffer     | Shawver, Schaffer             | 4:50         |
| 4. | «Curse the Sky»        | Schaffer     | Shawver, Schaffer             | 4:41         |
| 5. | «Life and Death»       | Schaffer     | Shawver, Schaffer             | 6:07         |
| 6. | «Solitude»             |              | Shawver, Schaffer             | 1:44         |
| 7. | «Funeral»              |              | Shawver, Schaffer             | 6:15         |
| 8. | «When the Night Falls» | Schaffer     | Schaffer                      | 8:44         |

## Участники записи
- Джин Адам — вокалист
- Джон Шаффер — ритм-гитара, бэк-вокал
- Рэндалл Шавер — соло
- Дэйв Эйбелл — бас-гитара
- Майк МакГилл — ударник